# Société Plunket
Pour les articles homonymes, voir Plunket.
Le Royal New Zealand Plunket Trust fournit une gamme de services gratuits visant à améliorer le développement, la santé et le bien-être des enfants de moins de cinq ans en Nouvelle-Zélande, où il est communément appelé simplement Plunket. Sa mission est de « faire en sorte que les enfants néo-zélandais soient parmi les plus sains du monde ». Une grande partie du travail de Plunket est organisée par des bases de volontaires dans toute la Nouvelle-Zélande.
Il s'agissait d'une société (en) nommée Royal New Zealand Plunket Society jusqu'au 1er janvier 2018, date à laquelle elle est devenue un organisme de bienfaisance (en) en vertu de la Charitable Trusts Act 1957.

## Histoire

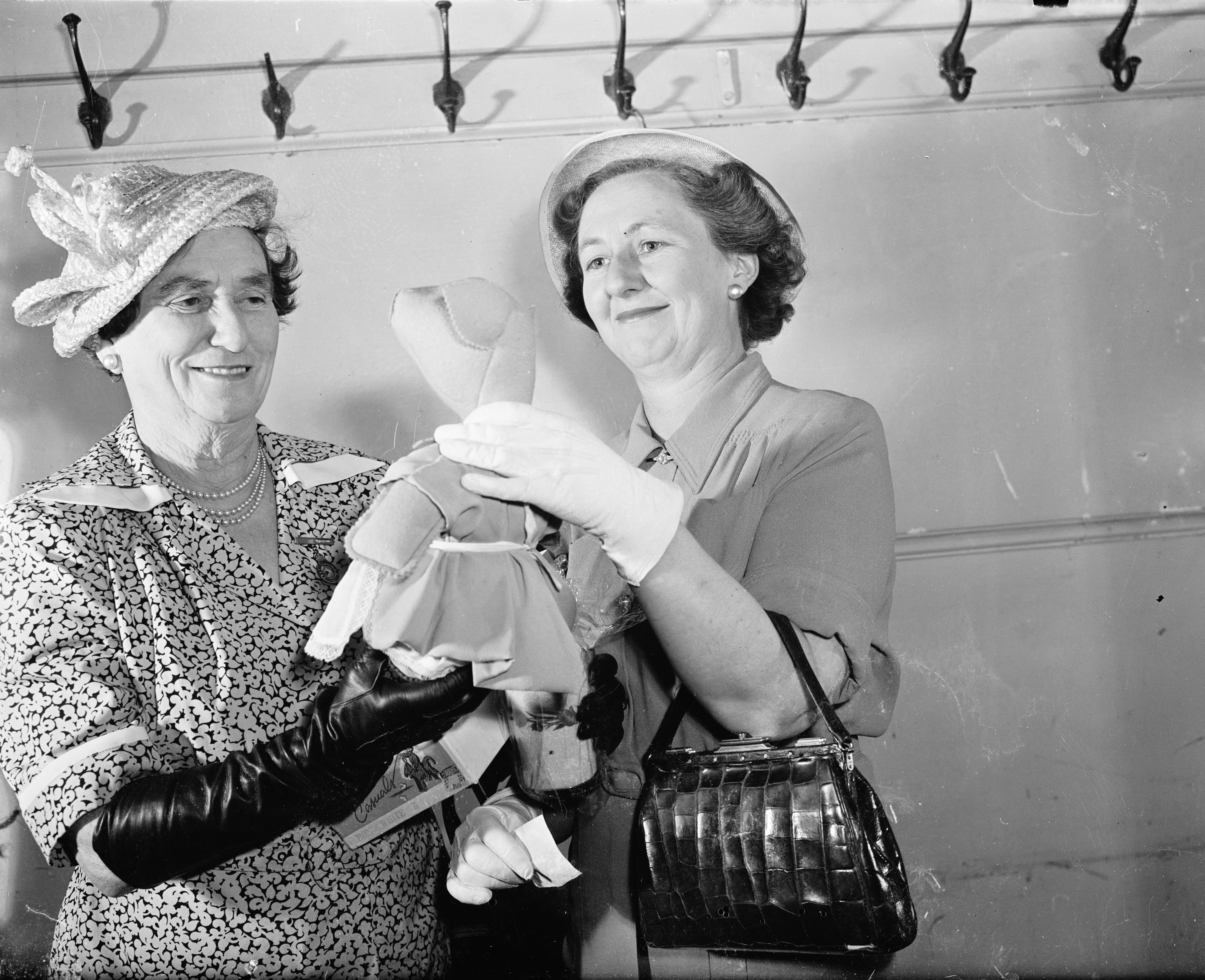
La députée Hilda Ross (à gauche) et Mme Gilmer, présidente de la Plunket Society, à l'ouverture de la Karitane Fair 1950, Wellington.

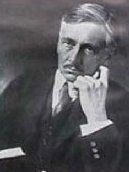
Le fondateur, Truby King.

En 1905, Plunket a fait ses débuts à Seacliff, un petit village sur la route côtière au nord de Dunedin. Le Dr Frederic Truby King (en) (1858–1938), alors directeur de l'asile de Seacliff, a commencé à étudier la pédiatrie et la protection de l'enfance lorsque sa petite fille adoptive Mary ne faisait aucun progrès. Il a conçu une formule à base de lait qui l'a amenée à prospérer. Il s'est forgé la conviction qu'en fournissant des services de soutien aux parents, la société pouvait garantir que les enfants étaient nourris avec un régime nutritif, réduisant ainsi les taux de mortalité infantile. Il croyait également que cela améliorerait la santé des adultes à mesure que les enfants grandissaient.
King a ensuite formé Joanna McKinnon à ses méthodes de soins aux bébés et elle est allée dans la communauté de Seacliff pour soutenir les mères locales. Vers la fin de 1905, McKinnon a déménagé à Dunedin pour faire passer le mot. Au bout de trois mois, elle avait 50 bébés dont elle s'occupait quotidiennement. De l'aide était nécessaire et le Dr King a recruté et formé l'infirmière O'Shea pour l'aider. La demande pour leurs services continua de croître et, à la fin de 1906, ils étaient poussés à bout. Tous les frais de cette entreprise, y compris la formation et les salaires des deux infirmières, ont été payés par le Dr King.
Au même moment, en 1906, deux sages-femmes et guérisseuses hautement respectées Kāi Tahu et Kāti Huirapa, Mere Harper (en) et Ria Tikini (en), accouchent de Thomas (Tommy) Rangiwahia Mutu Ellison. Le frère aîné de Tommy était mort alors qu'il était bébé, alors quand Tommy est également tombé malade, les sages-femmes l'ont amené chez l'ami de Mere, le Dr Frederic Truby King . Tommy a prospéré grâce à leurs soins combinés et le Karitāne Home for Babies a ouvert ses portes en moins d'un an. Bien que ces femmes faissaient « partie intégrante de l'établissement de Plunket », elles n'ont pas été incluses dans les histoires de Plunket publiées en 1982 et 2007, que l'organisation a recité en 2020.
King a ainsi tenu la réunion qui a conduit à la fondation de la société le 14 mai 1907, à Dunedin, avec la motivation «d'aider les mères et de sauver les bébés». Un comité a alors été formé, composé principalement de personnes qui avaient soutenu et aidé McKinnon au cours des deux années précédentes. King a également utilisé les vastes réseaux établis par Mere Harper et Ria Tikini, ainsi que leurs décennies d'expérience et les connaissances traditionnelles qu'ils détenaient, pour développer la société.
Lady Victoria Plunket (en), mère de huit enfants et épouse du gouverneur de Nouvelle-Zélande d'alors, William Plunket, 5e baron Plunket,, avait rencontré King en 1905 et est devenue une mécène peu de temps après la fondation de la société. Elle avait l'idée de former des infirmières et de créer un service professionnel de soins infirmiers. Elle a voyagé à travers la Nouvelle-Zélande alors même qu'elle était enceinte de cinq mois pour recueillir du soutien et encourager la formation des branches. Neuf ont été formées au moment où elle est retournée en Angleterre en 1910. Sa vision était de lier ces branches dans une organisation basée à Dunedin qui tiendrait une conférence annuelle. Des centres à Auckland, Wellington et Christchurch ont ainsi été utilisés à la fois pour les bébés qui ne s'épanouissaient pas et pour des camps de formation pour les infirmières.
Lors de la première conférence annuelle de la société, il fut adopté le nom de Society for the Health of Women and Children (Société pour la santé des femmes et des enfants). En 1914, elle devient officiellement la Plunket Society en reconnaissance de sa mécène. La société a obtenu la reconnaissance royale et le préfixe Royal en 1915.
En 1912, King fit une tournée de conférences sur la Plunket Society. Au cours de ces tournées, il a réussi à attirer un soutien pour la société, en partie parce qu'il a exagéré l'effet sur le taux de mortalité infantile. À la suite de sa tournée, 60 nouveaux centres se sont ouverts en Nouvelle-Zélande, chacun employant une infirmière. Les centres ont reçu le badge Plunket Rooms, mais ils sont maintenant appelés Plunket Clinics. King a publié plusieurs manuels, dont Feeding and Care of Baby (1913) et The Expectant Mother and Baby's First Months (1916). Cette dernière publication était remise à tout demandeur d'un contrat de mariage.
Les mères ont même reçu des pratiques pour les informer de l'hygiène domestique et de l'artisanat maternel qui étaient basées sur l'idéologie de King. Ils comprenaient la régularité de l'alimentation, de l'alimentation et des habitudes intestinales. En Nouvelle-Zélande, la philosophie Plunket est devenue une « tradition parentale » et en trois décennies, la Nouvelle-Zélande avait acquis le taux de mortalité infantile le plus bas au monde.
Cependant, la société a travaillé pendant de nombreuses années sous la fausse perception qu'elle avait été créée pour s'occuper uniquement des femmes européennes et de leurs bébés ; cette impression a été renforcée par le fait que le ministère de la Santé (en) gérait un service d'infirmières de santé autochtones spécialement pour les Maoris dans les zones rurales.

## Plunket aujourd'hui

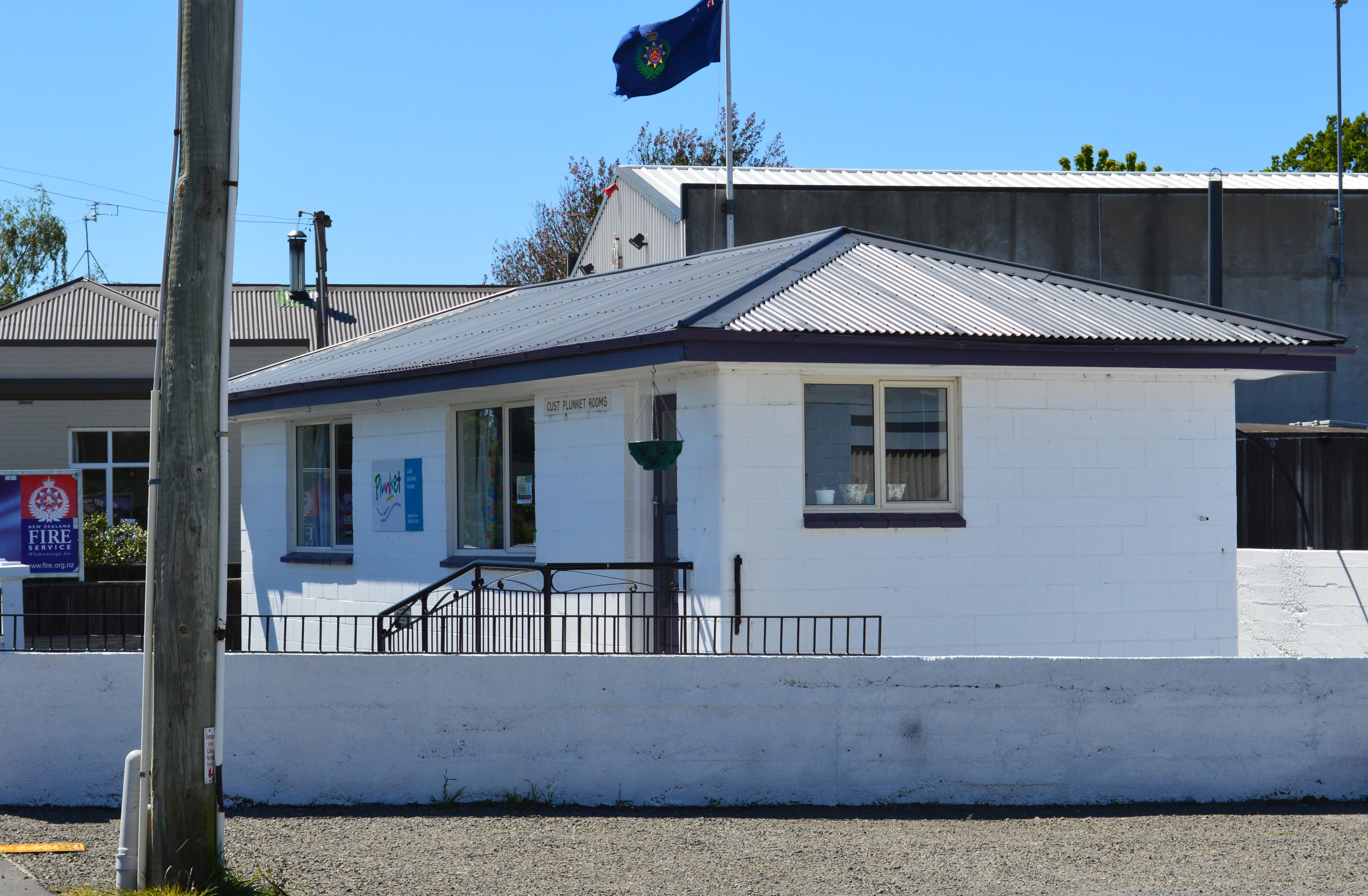
Plunket Society room à Cust.

De nombreux changements ont été apportés à l'enseignement et à l'organisation de Plunket au fil des ans. Les régimes parentaux stricts initiaux ont cédé la place à des soins et à un soutien plus flexibles, et les hôpitaux Karitane ont été remplacés dans les années 1970 par les centres familiaux Plunket Karitane. 1981 a vu l'introduction d'un programme de location de sièges d'auto, et en 1994 un service de conseil téléphonique, PlunketLine, a été inauguré. Des programmes de formation spéciaux ont été lancés pour les agents de santé maoris afin de donner des conseils culturellement appropriés si nécessaire, et Plunket constate également une augmentation du nombre de familles des îles du Pacifique s'inscrivant.
Aujourd'hui, il existe des centaines de centres à travers la Nouvelle-Zélande. La société Plunket continue de croître, grâce à l'aide de la technologie capable de promouvoir la société. Au lieu d'avoir simplement des cliniques, ils ont des centres/services qui aident avec les sièges d'auto, ils ont aussi des chats Facebook en ligne pour que les parents/tuteurs puissent poser des questions ou simplement trouver une réponse.
En 2020, Plunket a rebaptisé son logo pour mieux reconnaître ses sages-femmes maories fondatrices Mere Harper et Ria Tikini, et pour signaler qu'elle souhaite mieux répondre aux besoins des Maoris.